# Enrique Armand-Ugón
Enrique Clemente Armand-Ugón (* 10. August 1893 in Colonia Valdense, Departamento Colonia; † 1984 in Montevideo) war ein Jurist aus Uruguay. Er wirkte von 1945 bis 1951 als Richter am Suprema Corte de Justicia de Uruguay, dem Obersten Gerichtshof seines Heimatlandes, und von 1952 bis 1961 am Internationalen Gerichtshof.

## Leben
Enrique Armand-Ugón wurde 1893 in Colonia Valdense geboren und beendete 1918 sein Studium an der Universidad de la República in Montevideo. Im gleichen Jahr erhielt er seine Zulassung als Rechtsanwalt. Nach Tätigkeiten als Richter an einem erstinstanzlichen Gericht (ab 1920) und an einem Appellationsgericht (ab 1938) wurde er 1945 an den Obersten Gerichtshof Uruguays (Suprema Corte de Justicia de Uruguay) berufen, an dem er ab 1949 als Präsident fungierte. Darüber hinaus vertrat er Uruguay als Delegierter bei der 1931 stattfindenden zwölften Sitzung der Generalversammlung des Völkerbundes sowie in den Jahren 1948 und 1950 als Leiter der Delegation seines Heimatlandes bei der dritten beziehungsweise fünften Sitzung der Generalversammlung der Vereinten Nationen.
Im Februar 1952 wechselte er als Richter an den Internationalen Gerichtshof (IGH) in Den Haag, an dem er für eine turnusgemäß neunjährige Amtszeit bis 1961 tätig war. Darüber hinaus wirkte er am IGH von 1962 bis 1964 im Fall Barcelona Traction, Light and Power Company, Limited zwischen Belgien und Spanien auf Antrag Spaniens als Ad-hoc-Richter. Er starb 1984 in Montevideo.